# أوريل بيريز
أوريل بيريز (بالإسبانية: Uriel Pérez)‏ هو لاعب كرة قدم أوروغواياني في مركز الهجوم، ولد في 20 فبراير 1976 في مونتفيدو في الأوروغواي. لعب مع ديبورتيس أنتوفاغاستا.

## وصلات خارجية
- أوريل بيريز على موقع قاعدة بيانات كرة القدم.إي يو (الإنجليزية)
- أوريل بيريز على موقع عالم كرة القدم.نت (الإنجليزية)